# سيباستيان بارنز
سيباستيان بارنز (بالإنجليزية: Sebastian Barnes)‏ (18 نوفمبر 1976 بغانا - ) هو لاعب كرة قدم غاني في مركز الوسط. شارك مع منتخب غانا تحت 17 سنة لكرة القدم ومنتخب غانا لكرة القدم. أما مع النوادي، فقد لعب مع باير 04 ليفركوزن وماينتس 05 ونادي هارتس أوف أوك وVfL Hamm/Sieg ‏ وOrlando Sundogs ‏.

## وصلات خارجية
- سيباستيان بارنز على موقع الاتحاد الدولي (مؤرشف)  (الإنجليزية)
- سيباستيان بارنز على موقع قاعدة بيانات كرة القدم.إي يو (الإنجليزية)
- سيباستيان بارنز على موقع بيانات كرة القدم. دي إي (الألمانية)
- سيباستيان بارنز على موقع ناشيونال فوتبول تيمز (الإنجليزية)
- سيباستيان بارنز على موقع عالم كرة القدم.نت (الإنجليزية)